# 笑いの神様が降りてきた!
「笑いの神様が降りてきた!」（わらいのかみさまがおりてきた!）は、ヒャダインの7枚目のシングル。2013年5月29日にLantisから発売された。

## 概要
前作「23時40分」から4ヶ月ぶりのリリースとなる2013年2作目のシングル。表題曲「笑いの神様が降りてきた!」は、日本テレビ系のバラエティ番組『笑神様は突然に…』のテーマソングに使用された。バラエティ番組のテーマソングを手掛けるのは今回が初めてとなる。またカップリング曲の一つ「PON!!!」は、こちらも日本テレビ系の情報・バラエティ番組『PON!』のテーマソングにも使用されている。販売形態はMen's Disc盤とLady's Disc盤の2種リリースで、ディスクジャケットは、どちらもファッション雑誌の表紙をモチーフにしたものとなっている。表題曲はPVが制作されており、「ヒャダル子」役を女優の肘井美佳が務めている。振付は西田一生（西田プロジェクト）が担当。

## 収録曲

### 収録曲（Men's Disc盤）
（全作詞・作曲・編曲：前山田健一）
1. 笑いの神様が降りてきた! [4:19][1]
  - 日本テレビ系『笑神様は突然に…』テーマソング[3]

同番組のために書き下ろした。「おもちゃ箱をひっくり返した」ようなにぎやかなポップチューンが特徴。
2. PON!!! [3:42][1]
  - 日本テレビ系『PON!』テーマソング

同番組のために書き下ろしていたジングルを繋ぎあわせることで歌にしている[4]。
3. デートのあと -a BOY to a GIRL- [2:13]
Lady's Disc盤と異なり、男性目線での曲となっている。

### 収録曲（Lady's Disc盤）
（全作詞・作曲・編曲：前山田健一）
1. 笑いの神様が降りてきた!
2. PON!!!
3. デートのあと -a GIRL to a BOY- [2:13]
Men's Disc盤と異なり、女性目線での曲となっている。